# 博特 (芒什省)
博特（法語：Baupte，法語發音：[bot]）是法国芒什省的一个市镇，属于库唐斯区。

## 地理
博特（49°18'29"N, 1°21'41"W）面积2.29 平方千米，位于法国诺曼底大区芒什省，该省份为法国西北部沿海省份，西、北、东北三面环大西洋，东起顺时针与卡爾瓦多斯省、奧恩省、马耶讷省和伊勒-维莱讷省接壤。
与博特接壤的市镇（或旧市镇、城区）包括：阿普维尔、歐韋爾、蒙瑟内勒。

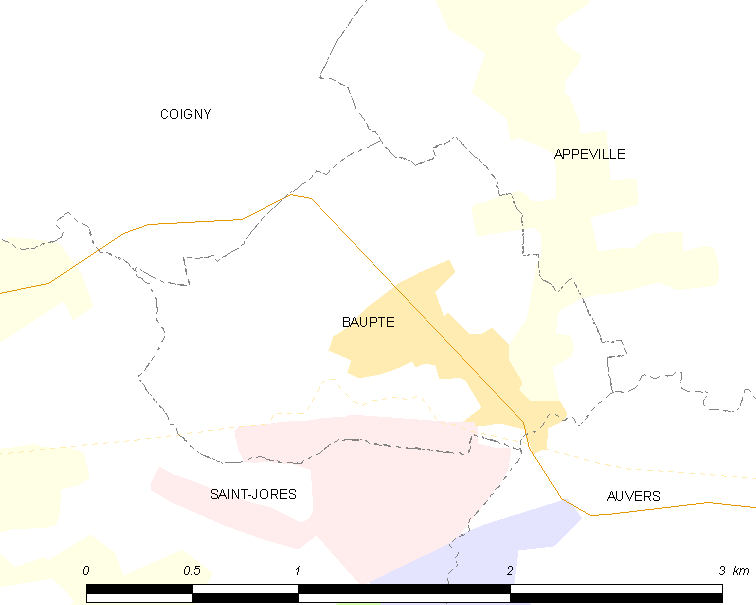
的OSM定位图

博特的时区为UTC+01:00、UTC+02:00（夏令时）。

## 行政
博特的邮政编码为50500，INSEE市镇编码为50036。

## 政治
博特所属的省级选区为卡朗唐莱马赖县。

## 人口

1962-2008年间人口变化图示

博特于2022年1月1日时的人口数量为428人。